# Nateglinida
Nateglinida é um fármaco da classe dos hipoglicemiantes usados via oral, secretagogo de insulina. Derivado da D-fenilalanina, promove redução do nível de glicose na circulação sanguínea logo após as refeições. É utilizada em pacientes portadores de diabetes mellitus tipo 2. De acordo com o Prontuário Terapêutico Infarmed a droga não deve ser usada isoladamente, ou seja, em monoterapia. Em relação a outros fármacos hipoglicemiantes orais, promove uma rápida secreção de insulina, todavia menos duradoura. Geralmente é administrada de 1 a 10 minutos antes das refeições numa dose de 120 mg.

## Mecanismo de ação
Consiste no bloqueio dos canais KATP da células β pancreáticas, unindo-se a subunidade SUR1.
```
A despolarização das células beta promove abertura dos canais de cálcio dependentes de voltagem. O influxo resultante de cálcio promove a fusão das vesículas insulínicas com a membrana celular e liberação da 
insulina
.
```

## Precauções
O fármaco não pode ser administrado em caso de aleitamento ou gravidez. Em crianças o resultado com o tratamento com o medicamento não foi estudado, assim a segurança de uso neste caso torna-se prejudicada. Superdosagens são revertidas com glicose, uma vez que o fármaco produz extrema hipoglicemia. A diálise não consegue eliminar nateglinida do sangue pela forte ligação deste fármaco com as proteínas plasmáticas.

## Interações
- AINEs
- Salicilatos
- Inibidores da monoamina oxidase (IMAO)
- Bloqueadores beta não seletivos
- Tiazidas
- Corticosteróides
- Medicamentos para tireoide
- Simpatomiméticos